# Communauté de communes Pays de Rouffach, Vignobles et Châteaux
 (juin 2017).
Si vous disposez d'ouvrages ou d'articles de référence ou si vous connaissez des sites web de qualité traitant du thème abordé ici, merci de compléter l'article en donnant les références utiles à sa vérifiabilité et en les liant à la section « Notes et références ».
La communauté de communes Pays de Rouffach, Vignobles et Châteaux (CCPAROVIC) est une communauté de communes française, située dans le département du Haut-Rhin et la région Grand Est.

## Histoire
La communauté de communes a été créée en 1994 sous le nom de « communauté de communes du pays de Rouffach » et a pris son nom actuel à la suite de son extension du 1er janvier 2011. Lors de sa création, elle était composée de quatre communes : Gueberschwihr, Hattstatt, Pfaffenheim et Rouffach.
Dans le cadre du nouveau schéma des coopérations intercommunales du Haut-Rhin, le préfet a organisé une restructuration de janvier à avril 2011 avec les présidents des communautés de communes et les élus. La communauté de communes du pays de Rouffach (CCPR) est passée de quatre à dix communes avec la venue d'Eguisheim, Gundolsheim, Obermorschwihr, Vœgtlinshoffen, Westhalten ainsi que Osenbach. Passant ainsi de 8 004 habitants à 13 190, la communauté de communes « Rouffach, vignobles et châteaux » est à mi-chemin entre la Communauté d'agglomération de Colmar et la Communauté de communes de la région de Guebwiller. 
Le 1er janvier 2014, la commune d'Husseren-les-Châteaux a été intégrée à la suite d'une décision préfectorale, et ce malgré le vote hostile du conseil municipal de la dite commune.

## Composition
La communauté de communes est composée des 11 communes suivantes :

| Nom                   | Code Insee | Gentilé           | Superficie (km2) | Population (dernière pop. légale) | Densité (hab./km2) |
| --------------------- | ---------- | ----------------- | ---------------- | --------------------------------- | ------------------ |
| Rouffach (siège)      | 68287      | Rouffachois       | 40,05            | 4 186 (2022)                      | 105                |
| Eguisheim             | 68078      | Eguisheimois      | 14,13            | 1 735 (2022)                      | 123                |
| Gueberschwihr         | 68111      | Gueberschwihrois  | 8,91             | 825 (2022)                        | 93                 |
| Gundolsheim           | 68116      | Gundolsheimois    | 8,22             | 728 (2022)                        | 89                 |
| Hattstatt             | 68123      | Hattstattois      | 5,98             | 859 (2022)                        | 144                |
| Husseren-les-Châteaux | 68150      | Husserenois       | 1,2              | 497 (2022)                        | 414                |
| Obermorschwihr        | 68244      | Obermorschwihrois | 1,59             | 406 (2022)                        | 255                |
| Osenbach              | 68251      | Osenbachois       | 5,6              | 819 (2022)                        | 146                |
| Pfaffenheim           | 68255      | Pfaffenheimois    | 14,57            | 1 349 (2022)                      | 93                 |
| Vœgtlinshoffen        | 68350      |                   | 3,99             | 477 (2022)                        | 120                |
| Westhalten            | 68364      | Westhaltenois     | 10,98            | 1 010 (2022)                      | 92                 |

## Démographie
| 1968   | 1975   | 1982   | 1990   | 1999   | 2006   | 2011   | 2016   | 2022   |
| ------ | ------ | ------ | ------ | ------ | ------ | ------ | ------ | ------ |
| 11 875 | 11 703 | 11 653 | 11 708 | 12 006 | 13 045 | 13 229 | 13 262 | 12 891 |

## Compétences
- Aménagement de l’espace communautaire ;
- Schéma de cohérence territoriale ;
- Développement économique et touristique ;
- Développement ou réhabilitation de l’habitat et du cadre de vie ;
- Mise en œuvre d’une politique en faveur de la petite enfance et de la jeunesse ;
- Mise en œuvre d’une politique en faveur des personnes âgées ;
- Engagement de réflexions sur les problèmes de transport collectif d’intérêt communautaire et mise en œuvre ;
- Acquisition de matériels et engins à usage intercommunal ;
- Gestion des personnels et des moyens relatifs au patrimoine forestier des communes ;
- Gestion des personnels et moyens relatifs au patrimoine archivistique, architectural et culturel des communes, déclaré d'intérêt communautaire ;
- Service aux communes non membres de la communauté de communes.

## Tourisme
Lors de l'été 2013 un petit train a été mis en place dans la communauté ; il réalise un tour entre plusieurs villages, permettant aux touristes de visiter, entre autres, des caves de vignerons partenaires du projet.

## Transports
La communauté de communes est devenue autorité organisatrice de la mobilité (AOM).

### Impact énergétique et climatique

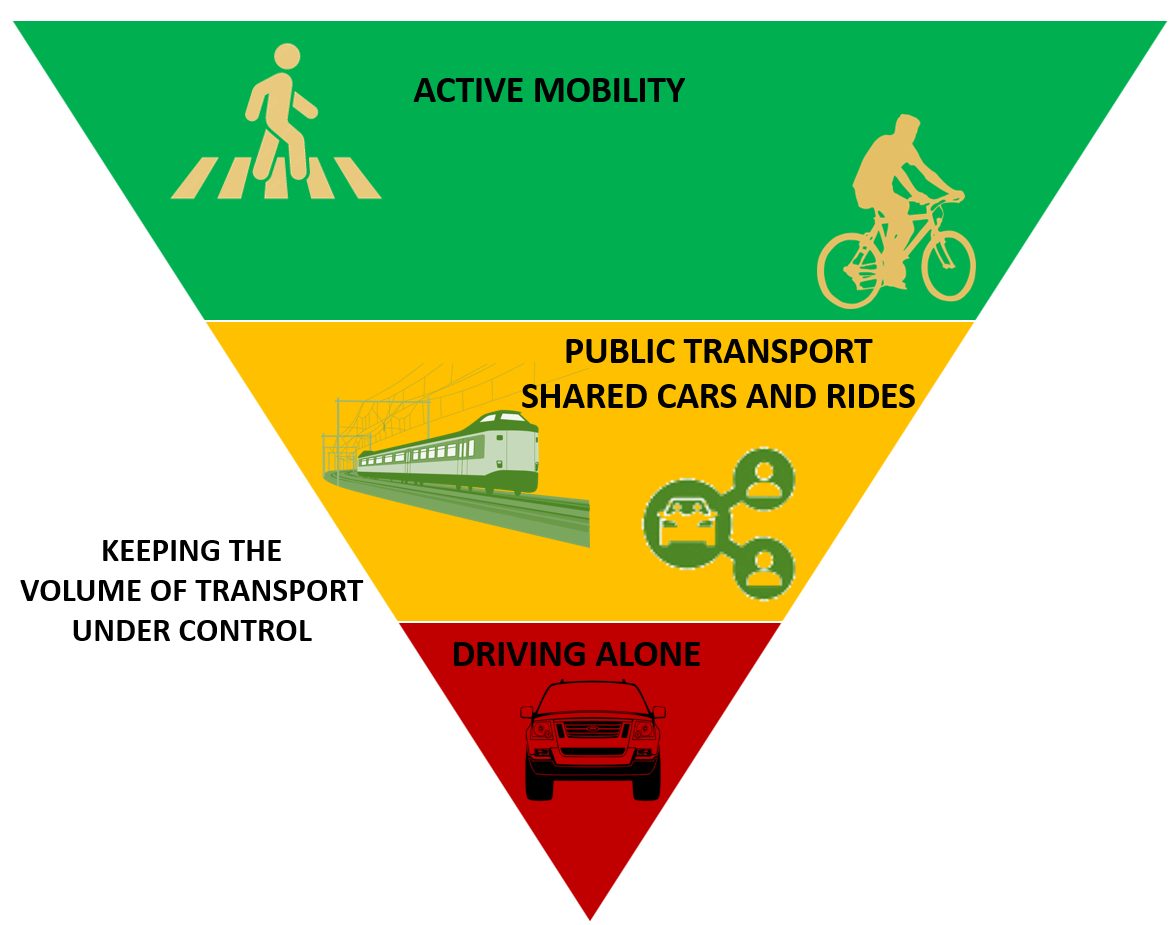
Pyramide de la mobilité, proposée par le projet européen Share North.

| -                              | Transports routiers | Autres transports |
| ------------------------------ | ------------------- | ----------------- |
| Carburant (GWh)                | 107                 | 0                 |
| Électricité (GWh)              | 0                   | 6                 |
| Gaz à effet de serre (ktéqCO2) | 28                  | 0                 |

## Énergie et climat
Dans le cadre du schéma régional d'aménagement, de développement durable et d'égalité des territoires (SRADDET) du Grand Est, ATMO Grand Est tient à jour les statistiques énergétiques  des établissements publics de coopération intercommunale de la collectivité européenne d'Alsace sous forme de diagramme de flux.
L'énergie finale annuelle, consommée en 2020, est exprimée en gigawatts-heures,.
| -                          | GWh |
| -------------------------- | --- |
| Électricité                | 79  |
| Carburants ou combustibles | 247 |
| Chaleur primaire           | 12  |

L'énergie produite en 2020 est également exprimée en gigawatts-heures.
| -                          | GWh |
| -------------------------- | --- |
| Électricité                | 1   |
| Carburants ou combustibles | 73  |
| Chaleur primaire           | 12  |

Les gaz à effet de serre sont exprimés en kilotonnes équivalent CO2.
| -                     | ktéqCO2 |
| --------------------- | ------- |
| Liées à l'énergie     | 56      |
| Non liées à l'énergie | 11      |